# Franziska Leschewitz
Franziska Leschewitz (* 3. Juni 1989 in Rodewisch) ist eine deutsche Politikerin (Die Linke). Sie ist seit Mai 2025 erneut Abgeordnete im Abgeordnetenhaus von Berlin, dem sie bereits von Februar 2020 bis November 2021 sowie von November 2022 bis März 2023 angehörte.

## Leben
Franziska Leschewitz absolvierte nach dem Schulbesuch eine schulische Ausbildung zur Pharmazeutisch-technischen Assistentin. Sie war dann in verschiedenen Apotheken tätig und begann 2014 ein Studium der Biologie.

## Partei und Politik
Leschewitz gehört der Partei Die Linke seit 2013 an und vertrat diese von 2018 bis 2020 in der Bezirksverordnetenversammlung Spandau. Sie kandidierte zunächst erfolglos bei der Abgeordnetenhauswahl 2016. Im Februar 2020 rückte sie jedoch für den ausgeschiedenen Abgeordneten Harald Wolf ins Abgeordnetenhaus nach. Schwerpunkt ihrer dortigen Tätigkeit war zunächst die Gesundheitspolitik. Bei der Abgeordnetenhauswahl 2021 erhielt sie zunächst kein Mandat. Am 30. November 2022 rückte sie für Stefanie Fuchs erneut ins Abgeordnetenhaus nach. Nach der Wiederholungswahl 2023 schied sie wieder aus dem Parlament aus. Am 6. Mai 2025 rückte sie für Ferat Koçak erneut ins Abgeordnetenhaus nach.